# Ugo V di Borgogna
Ugo V di Borgogna, in francese Hugues V de Bourgogne (1294 – Argilly, 9 maggio 1315) fu duca di Borgogna e re titolare di Tessalonica dal 1306 alla sua morte.

## Origine
Secondo la Histoire des ducs de Bourgogne de la race capétienne, vol. VI, Ugo era il figlio maschio secondogenito del duca di Borgogna e re titolare di Tessalonica, Roberto II e della moglie, Agnese di Francia (1260-1325), che, come ci viene confermato dalla Chronique anonyme des rois de France, era la figlia minore (ultimogenita) del re di Francia, san Luigi IX (1215 – 1270) e di Margherita di Provenza (1221 – 1295), che, come riportato dal Vincentii Bellovacensis Memoriale Omnium Temporum era la figlia primogenita del conte di Provenza e conte di Forcalquier, Raimondo Berengario IV (1198 – 1245) e della moglie (come risulta dalla cronaca del monaco benedettino inglese, cronista della storia inglese, Matteo Paris (1200 – 1259), quando descrive il matrimonio della figlia Eleonora con il re d'Inghilterra, Enrico III), Beatrice di Savoia (1206 – 1266).
Roberto II di Borgogna, come ci viene confermato nel testamento del padre del 1272, era il figlio quintogenito ed anche ultimogenito del duca di Borgogna ed in seguito re titolare di Tessalonica, Ugo IV di Borgogna e della prima moglie, Iolanda di Dreux, che, come ci viene confermato dalla Chronica Albrici Monachi Trium Fontium, era figlia del conte di Dreux e di Braine, Roberto III e della moglie (come ci viene confermato dal documento n° LXXIX del Cartulaire du comté de Ponthieu), Eleonora, signora di Saint-Valéry, come appendiamo dalla Histoire généalogique des ducs de Bourgogne de la maison de France.

## Biografia
Alla sua nascita, Ugo era l'erede del titolo di duca di Borgogna e re titolare di Tessalonica, in quanto il fratello Giovanni, primogenito, secondo la Histoire généalogique des ducs de Bourgogne de la maison de France, era già morto; infatti suo padre, Roberto II, incaricato di importanti missioni dai re di Francia, Filippo III l'Ardito e Filippo il Bello, da quest'ultimo era stato nominato gran ciambellano di Francia e, nel 1297, Filippo il Bello lo scelse per una delicata missione a Roma, per cui Roberto II fece testamento, nominando Ugo suo successore e affidando la reggenza alla moglie, Agnese di Francia, sinché Ugo non avesse raggiunto la maggior età.
Dopo che, l'anno prima, suo padre si era ammalato, alla morte di Roberto II, il 21 marzo 1306, Ugo gli subentrò, come Ugo V, nel titolo di duca di Borgogna e re titolare di Tessalonica, sotto la tutela della madre, Agnese di Francia (la reggenza sarebbe durata sino al 9 novembre 1311, come ci viene confermato dalla Histoire des ducs de Bourgogne de la race capétienne, vol. VII).
Ancora molto giovane, Ugo, nel 1303, era stato fidanzato a Caterina II di Valois-Courtenay, figlia del conte di Valois, Carlo e di Caterina I di Courtenay, regina titolare di Costantinopoli.
Dopo la morte, nel 1308, di Giovanni, conte di Chartre, primogenito di Carlo di Valois e Caterina I, (morta nel 1307), la piccola Caterina II era diventata la regina titolare di Costantinopoli. Carlo di Valois a quel punto preferì avere per genero qualcuno che potesse riconquistare Gerusalemme e, verso il 1312, la scelta cadde su Filippo I di Taranto, che, a quel tempo, dopo che, nel 1309, aveva ripudiato la sua prima moglie, Tamara Angela Comnena Ducena era fidanzato con Giovanna di Borgogna, la sorella di Ugo.
Ugo accettò la rinuncia al fidanzamento in cambio di una notevole compensazione:
- il suo fidanzamento con la piccola Giovanna di Francia, erede della contea di Borgogna (ma che nel 1322, alla morte del padre, Filippo V, non divenne regina di Francia, su conforme parere dei giuristi, un'assemblea di nobili, simile a quella che un tempo aveva eletto Ugo Capeto, approvò la successione, in conformità alla legge salica, secondo cui la successione spettava solo agli eredi maschi[16]), figlia del futuro re di Francia, Filippo V il Lungo e di Giovanna di Borgogna[17], futura contessa di Borgogna;
- il matrimonio, nel 1313, tra sua sorella, Giovanna di Borgogna (1293-1348) e il figlio di Carlo di Valois, Filippo (1293-1350), conte del Maine, di Valois e d'Angiò, poi re Filippo VI di Francia; e Giovanna, che, secondo la Histoire généalogique des ducs de Bourgogne de la maison de France, era stata fidanzata al principe di Taranto, Filippo I d'Angiò, figlio del re di Napoli Carlo II[15] e di Maria d'Ungheria, come indennizzo ricevette le terre materne della sposa di Filippo, il Courtenay, e altre sue proprietà sul continente[18]
- il matrimonio, nel 1313, tra suo fratello, Luigi di Borgogna (1297 † 1316), e Matilde di Hainaut (1293-1331), principessa di Acaia e di Morea. Il contratto di matrimonio fu siglato il 6 aprile 1313, e il 31 luglio, Luigi di Borgogna, divenuto re titolare di Tessalonica, per concessione di Ugo V[19].

Nel 1313, il re di Francia, Filippo IV il Bello, a Parigi, lo armò cavaliere, assieme ad altri 400 cavalieri circa, tra cui i figli del re, Luigi, detto il Testardo o l'Attaccabrighe e Carlo, detto il Bello o il Fiero; vi furono grandi festeggiamenti che durarono 8 giorni.
Nel 1314 la sorella, Margherita, moglie, secondo la Histoire des ducs de Bourgogne de la race capétienne, vol. VI, dell'erede al trono di Francia, Luigi, detto il Testardo o l'Attaccabrighe, futuro re di Francia con il nome di Luigi X, figlio del re di Francia e di Navarra, Filippo IV, detto il Bello, venne incarcerata per ordine del suocero con l'accusa di adulterio e dato che nel successivo processo fu ritenuta responsabile di adulterio con il cavaliere normanno Philippe d'Aunay fin dal 1311, fu ripudiata, nel 1315 e dato che, a causa dell'adulterio di Margherita, anche la legittimità della figlia di Margherita, Giovanna, fu messa in discussione, Ugo, affiancato dalla madre, Agnese di Francia, si batté, specialmente dopo la morte della sorella Margherita (aprile 1315), perché i diritti della nipotina Giovanna di diventare regina sia di Francia che di Navarra, fossero garantiti.
Ugo morì il 9 maggio 1315 e fu inumato nell'abbazia di Cîteaux, accanto ai suoi predecessori.Nel titolo di duca di Borgogna gli succedette fratello Oddone.

## Discendenza
Di Ugo, che non riuscì a sposare Giovanna di Francia, non si conosce alcuna discendenza.

## Ascendenza
|                        |                       |                                    | Genitori                  |  |  | Nonni |  |  | Bisnonni               |  |  | Trisnonni           |  |
|                        |                       |                                    |                           |  |  |       |  |  | Oddone III di Borgogna |  |  | Ugo III di Borgogna |  |
|                        |                       |                                    |                           |  |  |       |  |  | Oddone III di Borgogna |  |  | Ugo III di Borgogna |  |
|                        |                       | Alice di Lorena                    |                           |  |  |       |  |  | Oddone III di Borgogna |  |  |                     |  |
| Ugo IV di Borgogna     |                       |                                    |                           |  |  |       |  |  | Oddone III di Borgogna |  |  |                     |  |
|                        |                       | Alice di Vergy                     | Ugo di Vergy              |  |  |       |  |  |                        |  |  |                     |  |
|                        |                       | Alice di Vergy                     | Ugo di Vergy              |  |  |       |  |  |                        |  |  |                     |  |
|                        |                       | Alice di Vergy                     | Gillette di Trainel       |  |  |       |  |  |                        |  |  |                     |  |
| Roberto II di Borgogna |                       | Alice di Vergy                     |                           |  |  |       |  |  |                        |  |  |                     |  |
|                        |                       | Roberto III di Dreux               | Roberto II di Dreux       |  |  |       |  |  |                        |  |  |                     |  |
|                        |                       | Roberto III di Dreux               | Roberto II di Dreux       |  |  |       |  |  |                        |  |  |                     |  |
|                        |                       | Roberto III di Dreux               | Iolanda di Coucy          |  |  |       |  |  |                        |  |  |                     |  |
| Yolanda di Dreux       |                       | Roberto III di Dreux               |                           |  |  |       |  |  |                        |  |  |                     |  |
|                        |                       | Aénor di Saint-Valéry              | Tommaso di Saint-Valéry   |  |  |       |  |  |                        |  |  |                     |  |
|                        |                       | Aénor di Saint-Valéry              | Tommaso di Saint-Valéry   |  |  |       |  |  |                        |  |  |                     |  |
|                        |                       | Aénor di Saint-Valéry              | Adele di Ponthieu         |  |  |       |  |  |                        |  |  |                     |  |
| Ugo V di Borgogna      |                       | Aénor di Saint-Valéry              |                           |  |  |       |  |  |                        |  |  |                     |  |
|                        | Luigi VIII di Francia | Filippo II di Francia              |                           |  |  |       |  |  |                        |  |  |                     |  |
|                        | Luigi VIII di Francia | Filippo II di Francia              |                           |  |  |       |  |  |                        |  |  |                     |  |
|                        | Luigi VIII di Francia | Isabella di Hainaut                |                           |  |  |       |  |  |                        |  |  |                     |  |
| Luigi IX di Francia    | Luigi VIII di Francia |                                    |                           |  |  |       |  |  |                        |  |  |                     |  |
|                        |                       | Bianca di Castiglia                | Alfonso VIII di Castiglia |  |  |       |  |  |                        |  |  |                     |  |
|                        |                       | Bianca di Castiglia                | Alfonso VIII di Castiglia |  |  |       |  |  |                        |  |  |                     |  |
|                        |                       | Bianca di Castiglia                | Eleonora d'Inghilterra    |  |  |       |  |  |                        |  |  |                     |  |
| Agnese di Francia      |                       | Bianca di Castiglia                |                           |  |  |       |  |  |                        |  |  |                     |  |
|                        |                       | Raimondo Berengario IV di Provenza | Alfonso II di Provenza    |  |  |       |  |  |                        |  |  |                     |  |
|                        |                       | Raimondo Berengario IV di Provenza | Alfonso II di Provenza    |  |  |       |  |  |                        |  |  |                     |  |
|                        |                       | Raimondo Berengario IV di Provenza | Garsenda di Provenza      |  |  |       |  |  |                        |  |  |                     |  |
| Margherita di Provenza |                       | Raimondo Berengario IV di Provenza |                           |  |  |       |  |  |                        |  |  |                     |  |
|                        |                       | Beatrice di Savoia                 | Tommaso I di Savoia       |  |  |       |  |  |                        |  |  |                     |  |
|                        |                       | Beatrice di Savoia                 | Tommaso I di Savoia       |  |  |       |  |  |                        |  |  |                     |  |
|                        |                       | Beatrice di Savoia                 | Margherita di Ginevra     |  |  |       |  |  |                        |  |  |                     |  |
|                        |                       | Beatrice di Savoia                 |                           |  |  |       |  |  |                        |  |  |                     |  |

### Fonti primarie
- (LA)  Monumenta Germaniae Historica, Scriptores, tomus XXIII.
- (LA)  Monumenta Germaniae Historica, Scriptores, Tomus XXIV.
- (LA)  Matthæi Parisiensis, Monachi Sancti Albani, Chronica Majorar, vol. IV.
- (LA, FR)  Recueil des historiens des Gaules et de la France. Tome 21.
- (LA)  Cartulaire du comté de Ponthieu.

### Letteratura storiografica
- Hilda Johnstone, Francia: gli ultimi Capetingi, cap. XV, vol. VI (Declino dell'impero e del papato e sviluppo degli stati nazionali) della Storia del Mondo Medievale, 1980, pp. 569–607.
- (FR)  Histoire des ducs de Bourgogne de la race capétienne, tome VI.
- (FR)  Histoire des ducs de Bourgogne de la race capétienne, tome VII.
- (FR)  Histoire généalogique des ducs de Bourgogne de la maison de France.